# John Edward Brownlee

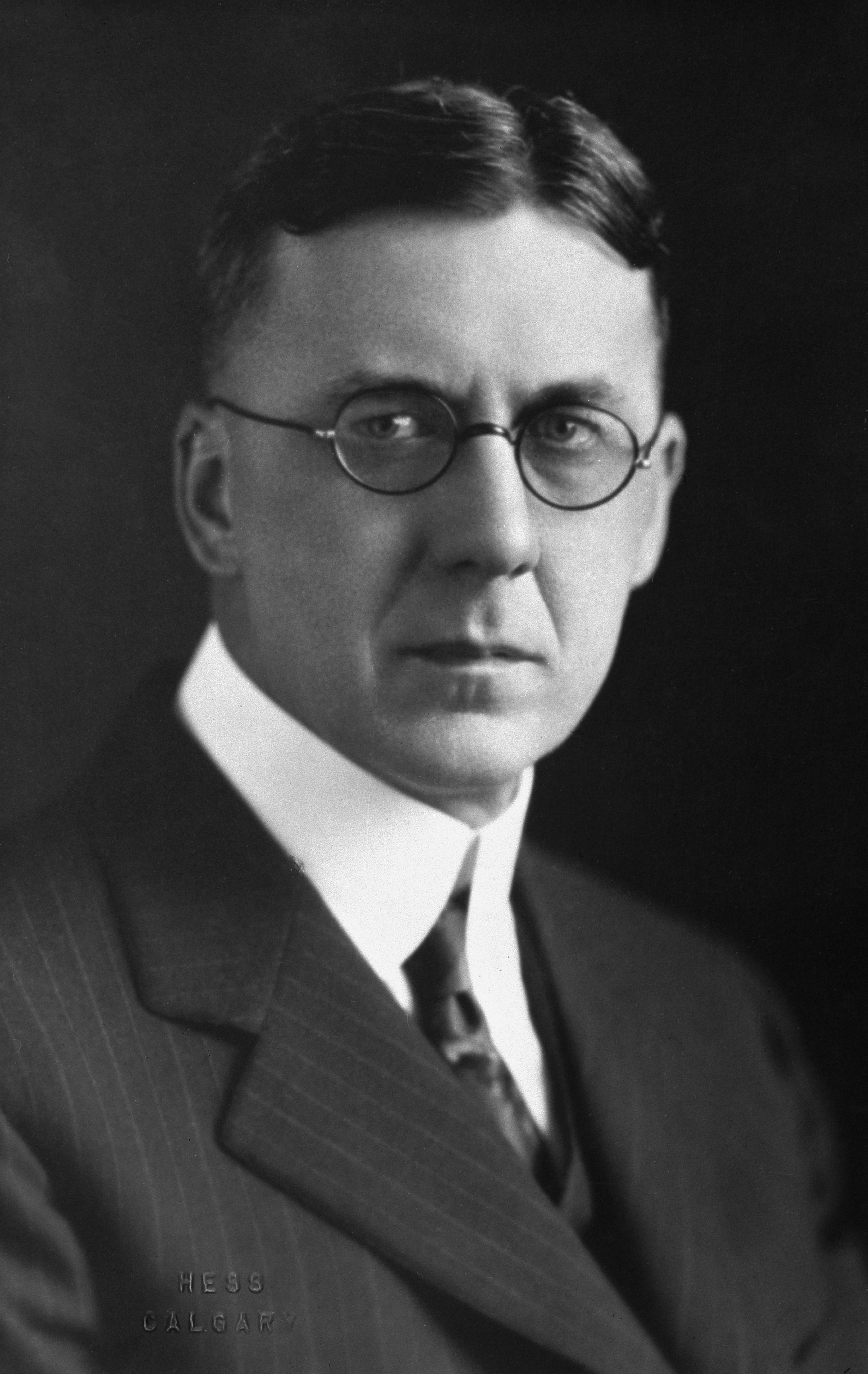
John Edward Brownlee

John Edward Brownlee (Port Ryerse (Ontario), 27 augustus 1884 - Calgary (Alberta), 15 juli 1961) was een Canadees politicus en de 5e premier van de provincie Alberta tussen 1925 en 1934.
Brownlee diende in de regering van Herbert Greenfield als minister van justitie en in 1925 werd hij gekozen als leider van de United Farmers of Alberta en geïnstalleerd als premier van Alberta. In 1926 en 1930 wonnen de UFA onder Brownlee's leiding de provinciale verkiezingen.
De regering onder Brownlee onderhandelde succesvol met de Federale regering van Canada over de controle van de natuurlijke grondstoffen die in de provincie worden gewonnen en deze overeenkomst zou een grote bijdrage leveren aan de welvaart van Alberta, vooral nadat in 1947 voor de eerste maal aardolie werd gevonden in de provincie. Het fiscaal-conservatieve beleid van de UFA droeg tijdens de Grote Depressie bij tot de groeiende onpopulariteit van de regering en de opkomst van de Social Credit Party of Alberta.
In 1934 raakte Brownlee betrokken bij een schandaal nadat hij schuldig werd bevonden van seksuele intimidatie en hierop nam hij ontslag als premier en werd hij opgevolgd door Richard Reid. Een jaar later werd de UFA een vernietigende nederlaag toegediend tijdens provinciale verkiezingen en verloren alle UFA leden, inclusief Brownlee, hun zetel in de wetgevende vergadering.
Op 15 juli 1961 overleed Brownlee in Calgary op 76-jarige leeftijd.